# 미야기노구
미야기노구(일본어: 宮城野区)는 일본 미야기현 센다이시를 구성하는 5개 구 중 하나이다. 센다이시의 북동부로 구성되어 있다.

## 지리
대개 평지이지만 북부는 구릉지대이다. 북서쪽에서 동쪽으로 나나키타강과 우메다강이 흐른다. 동쪽은 센다이만과 접한다.

## 역사
미야기노구가 설치되기 전에는 이 지역이 하나의 행정구역으로 묶였던 적은 없었다. 북부의 이와키리는 중세에 번창한 마을로 10세기 이후 무쓰국의 국부로 추정된다. 서단은 에도 시대부터 성시(조카마치)인 센다이의 일부였고 그 외에는 농촌 지대였다.
1989년 4월 1일에 센다이시가 정령지정도시가 되면서 북동부를 분할해 미야기노구가 성립하였다.

## 경제
미야기노구에 있는 센다이항, 미야기노 화물역, 국도 4호선, 국도 45호선과 인접하는 와카바야시구의 중앙 도매시장 등에 의해서 물류 조건의 혜택을 받아 오기정 일대는 와카바야시구 오로시정과 함께 유통업이 집적해 있다. 또한 2005년에 미야기노하라 공원 종합운동장 내에 있는 미야기 구장을 연고지로 하는 일본 프로 야구 구단 도호쿠 라쿠텐 골든이글스가 창단해 야구 흥행과 관련된 경제 효과가 기대되고 있다.
미야기노구 가운데 국도 4호선 서쪽 지구는 예전에는 공장 부지와 동일본 여객철도의 사택들이 있었고 이들의 철거지를 이용한 교외형 대형마트와 공공 시설의 정비가 진행되고 있다.
도호쿠 본선과 센세키선이 지나고 있어 교통편이 다른 구보다 좋다. 따라서 역 주변이 발전하고 있으며 고즈루신덴역 앞이나 이와키리역 앞은 최근 몇 년 동안 눈부신 발전이 있었다.

## 교통

### 철도
- 동일본 여객철도
  - 도호쿠 본선
  - 센세키선

### 도로
- 센다이 자동차도
- 국도 4호선
- 국도 45호선